# Sportovní střelba na Letních olympijských hrách 1996
Střelecké soutěže na Olympijských hrách v Atlantě 1996 se konaly od 20. srpna do 24. srpna. ve střeleckém komplexu Wolf Creek poblíž Atlanty ve Spojených státech.

## Medailisté

### Muži
| Kategorie                                     | Zlato                             | Stříbro                                     | Bronz                                     |
| --------------------------------------------- | --------------------------------- | ------------------------------------------- | ----------------------------------------- |
| 50 metrů libovolná malorážka - polohový závod | Jean-Pierre Amat · Francie (FRA)  | Sergey Belyayev · Kazachstán (KAZ)          | Wolfram Waibel · Rakousko (AUT)           |
| 50 m malorážka vleže                          | Christian Klees · Německo (GER)   | Sergey Belyayev · Kazachstán (KAZ)          | Jozef Gönci · Slovensko (SVK)             |
| 10 m vzduchová puška                          | Artem Khadjibekov · Rusko (RUS)   | Wolfram Waibel · Rakousko (AUT)             | Jean-Pierre Amat · Francie (FRA)          |
| 50 m pistole                                  | Boris Kokorev · Rusko (RUS)       | Igor Basinski · Bělorusko (BLR)             | Roberto Di Donna · Itálie (ITA)           |
| 25 m rychlopalná pistole                      | Ralf Schumann · Německo (GER)     | Emil Milev · Bulharsko (BUL)                | Vladimir Vokhmyanin · Kazachstán (KAZ)    |
| 10 m vzduchová pistole                        | Roberto Di Donna · Itálie (ITA)   | Wang Yifu · Čína (CHN)                      | Tanju Kirjakov · Bulharsko (BUL)          |
| Trap                                          | Michael Diamond · Austrálie (AUS) | Josh Lakatos · Spojené státy americké (USA) | Lance Bade · Spojené státy americké (USA) |
| Double trap                                   | Russell Mark · Austrálie (AUS)    | Albano Pera · Itálie (ITA)                  | Zhang Bing · Čína (CHN)                   |
| Skeet                                         | Ennio Falco · Itálie (ITA)        | Mirosław Rzepkowski · Polsko (POL)          | Andrea Benelli · Itálie (ITA)             |
| 10 metrů průběžný cíl                         | Yang Ling · Čína (CHN)            | Xiao Jun · Čína (CHN)                       | Miroslav Januš · Česko (CZE)              |

### Ženy
| Kategorie                  | Zlato                                       | Stříbro                           | Bronz                                   |
| -------------------------- | ------------------------------------------- | --------------------------------- | --------------------------------------- |
| Puška na 50 m (3 pozice)   | Aleksandra Ivoševová · Jugoslávie (YUG)     | Irina Gerasimenok · Rusko (RUS)   | Renata Mauerová · Polsko (POL)          |
| 10 metrů vzduchová puška   | Renata Mauerová · Polsko (POL)              | Petra Horneber · Německo (GER)    | Aleksandra Ivoševová · Jugoslávie (YUG) |
| 25 metrů sportovní pistole | Li Duihong · Čína (CHN)                     | Diana Iorgova · Bulharsko (BUL)   | Marina Logvinenko · Rusko (RUS)         |
| 10 metrů vzduchová pistole | Olga Klochněvová · Rusko (RUS)              | Marina Logvinenko · Rusko (RUS)   | Mariya Grozdeva · Bulharsko (BUL)       |
| Double trap                | Kim Rhodeová · Spojené státy americké (USA) | Susanne Kiermayer · Německo (GER) | Deserie Huddleston · Austrálie (AUS)    |